# Ri Hyon-ju
Ri Hyon-ju (리현주?, Ri HyŏnjuMR; Pyongyang, 20 febbraio 1996) è un tuffatore nordcoreano. Ha rappresentato la Corea del Nord ai Giochi olimpici di Londra 2012.

## Biografia
Ai Giochi olimpici di Pechino 2008 ha gareggiato nei tuffi dalla piattaforma 10 metri, dove ha concluso al trentaduesimo posto.

## Palmarès
- Universiadi

Taipei 2017: oro nella piattaforma 10 m; argento nella piattaforma 10 m maschile;